# Mercedes-Benz M108
Il Mercedes-Benz M108 (per esteso M108.920) era un motore a scoppio prodotto dal 1965 al 1969 dalla Casa automobilistica tedesca Mercedes-Benz.

## Profilo e caratteristiche

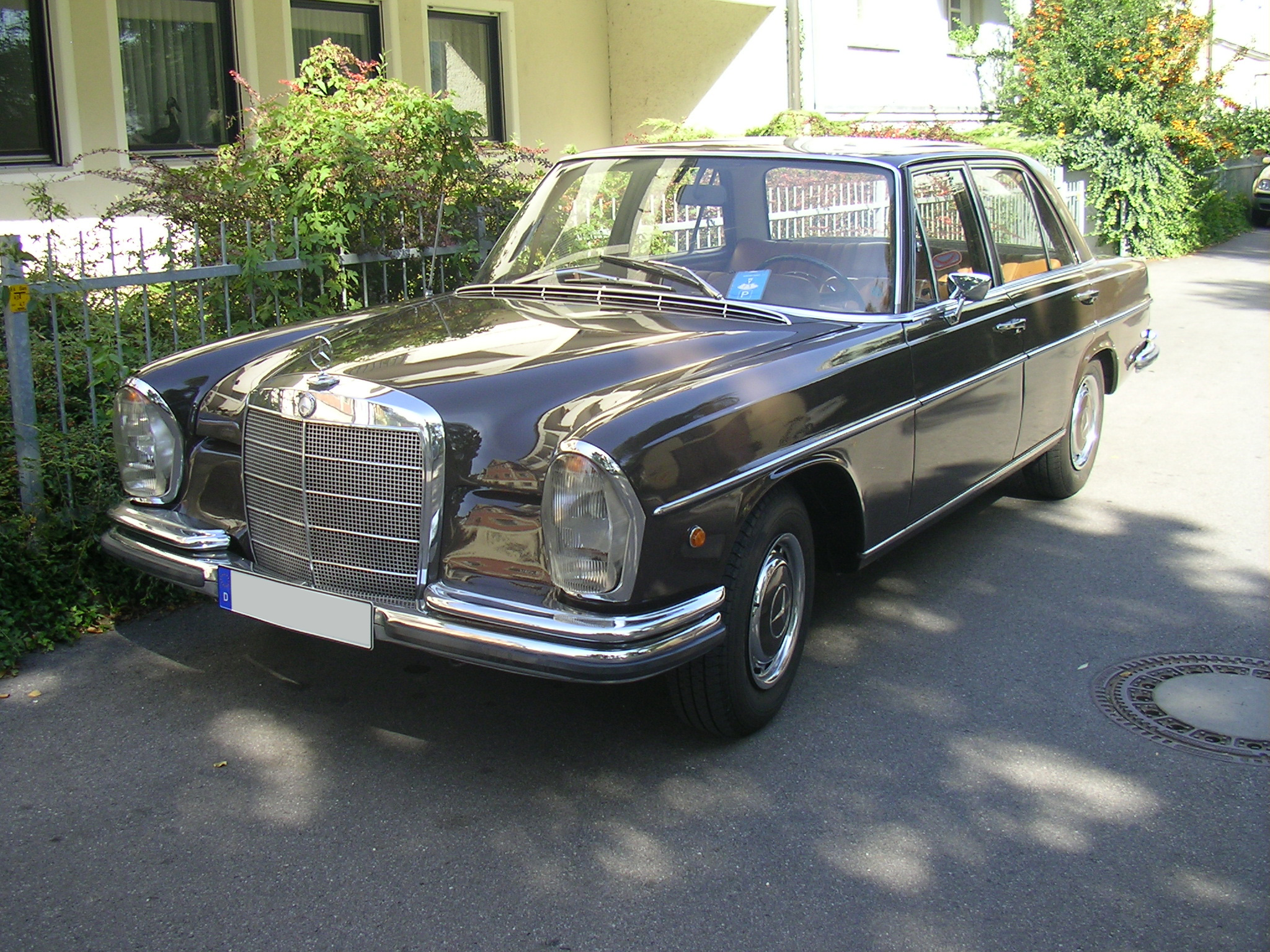
La Mercedes-Benz 250S W108 è l'unico modello ad utilizzare il motore M108

Questo motore è in pratica una versione a corsa lunga del 2.3 M180, dal quale differisce, appunto, per la misura della corsa, portata da 72.8 a 78.8 mm. Invariate le altre caratteristiche generali, eccezion fatta per l'albero a gomiti su quattro supporti di banco anziché quattro.

Il motore M108 è stato montato su un unico modello, la Mercedes-Benz 250S W108, prodotta proprio tra il 1965 ed il 1969.
Di seguito vengono riportate le specifiche del motore M108:

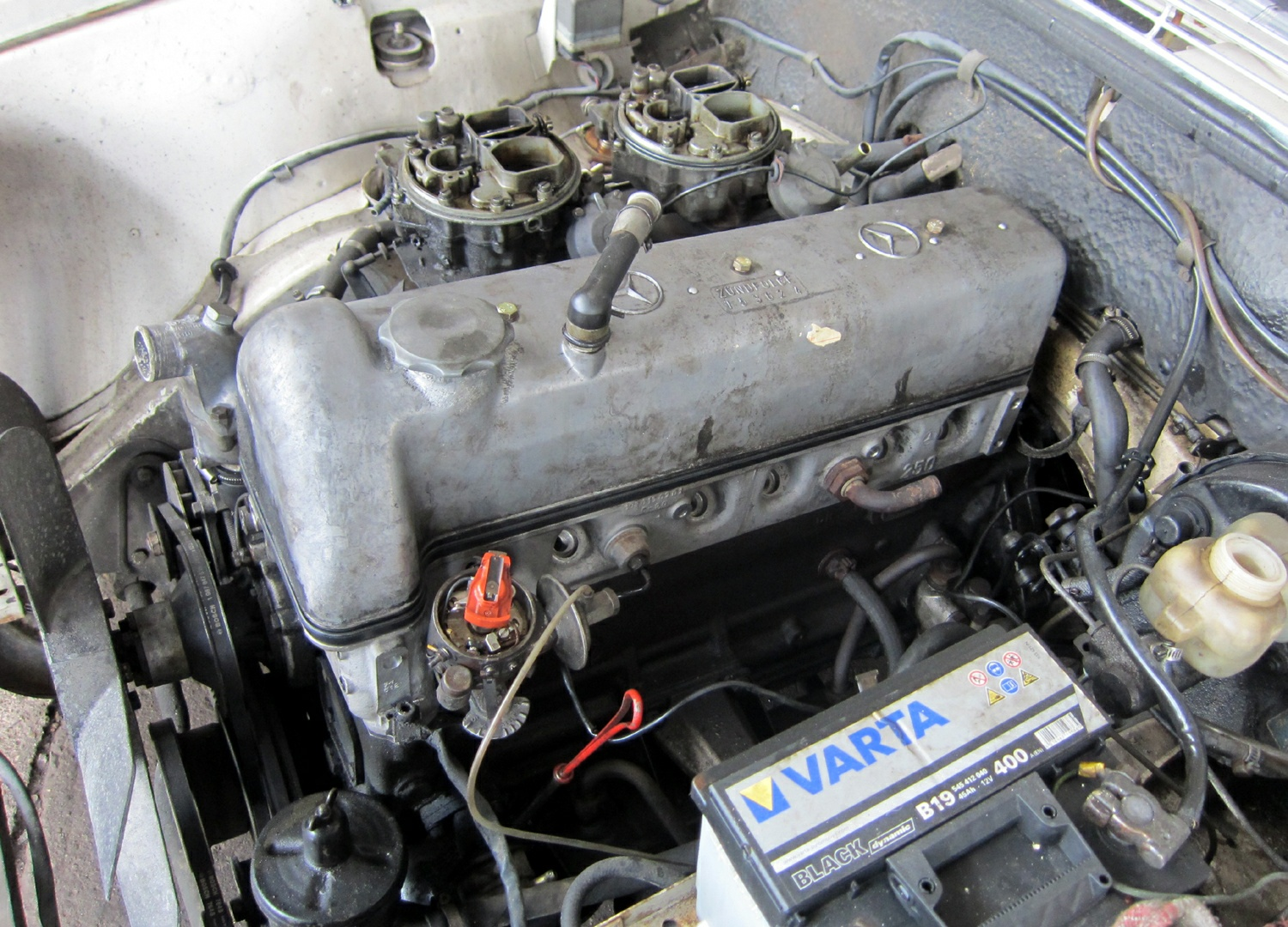
Mercedes Benz M 108

- architettura a 6 cilindri in linea;
- basamento in ghisa;
- testata in lega di alluminio;
- monoblocco di tipo superquadro;
- alesaggio e corsa: 82x78.8 mm;
- cilindrata: 2496 cm³;
- distribuzione ad un asse a camme in testa;
- testata a due valvole per cilindro;
- alimentazione mediante due carburatori Zenith 35/40 INAT;
- rapporto di compressione: 9:1;
- albero a gomiti su 7 supporti di banco;
- potenza massima: 130 CV a 5400 giri/min;
- coppia massima: 194 Nm a 4000 giri/min.

Dal motore M108 sarebbero stati derivati altri due motori, di identica cilindrata. Uno è il motore M129, identico ma con alimentazione ad iniezione, mentre l'altro è l'M114, sempre da 2496 cc, ma con molte differenze in più.